# Burganfältet
Burganfältet eg. Burgan Al Kabeer (arabiska برقان) ungefär Stora Burgan är ett oljefält i öknen i sydöstra Kuwait och ett av världens nuvarande största oljefält.

## Historia
Burganfältet upptäcktes i februari 1938 och 1946 började det USA- och brittisktägda bolaget Gulf att utvinna olja för kommersiellt bruk. Fältet har gjort Kuwait till en av de största oljeexportörerna i världen och står för över häften av landets beräknade reserver.

### Kuwaitkriget
Under Kuwaitkriget 1991 sattes stora delar av Burganfältet i brand av retirerande irakiska soldater. Den tjocka röken som bildades av de sammanlagt 117 brinnande oljekällorna växte med en bredd på 50 kilometer om dagen. På satellitbilder som togs liknar röken en lång svart orm som slingrar sig genom öknen. Större delen av fältet byggdes upp igen efter kriget; dock var tre stationer så svårt skadade att de inte gick att reparera utan istället står som inofficiella monument över krigets förstörelse.

## Produktionskapacitet
I november 2005 meddelade Farouk Al Zanki, styrelseordförande på statliga Kuwait oil, att produktionen vid Burganfältet är nedgående och att man alltså nått fältets produktionstopp. Man beslutade att dra ner produktionen från 2 miljoner fat per dag till 1,7 miljoner fat per dag i de återstående 30-40 åren. Ingenjörer hade försökt att hålla en produktion på 1,9 men att den optimala produktionen var 1,7.  Idag ligger dock produktionen på 1,2 miljoner fat per dag och fältet beräknas räcka till ungefär år 2040.